# Gulija
Gulija (bułg. Гулия) – wieś w Bułgarii, w obwodzie Kyrdżali, w gminie Krumowgrad. W 2024 roku liczyła 93 mieszkańców.